# Władysław Truchan
Władysław Truchan (ur. 14 maja 1953 w Dzianiszu) – polski biathlonista, medalista mistrzostw świata juniorów (1974) i mistrzostw Polski.

## Życiorys
Był zawodnikiem WKS Legii Zakopane, jego trenerem był Józef Rubiś. W 1974 zdobył brązowy medal mistrzostw świata juniorów w sztafecie 3 x 7,5 kilometra (ze Stanisławem Obrochtą i Ludwikiem Ziębą). W 1976 zdobył brązowy medal międzynarodowych mistrzostw Polski w sztafecie 4 x 7,5 km (startował w II reprezentacji Polski).
Jego starszym bratem jest olimpijczyk w biathlonie, Wojciech Truchan.